# Duguetia latifolia
Duguetia latifolia är en kirimojaväxtart som beskrevs av Robert Elias Fries. Duguetia latifolia ingår i släktet Duguetia och familjen kirimojaväxter. Inga underarter finns listade i Catalogue of Life.